# Mensajeros de la Paz
Mensajeros de la Paz és una organització no governamental (ONG) fundada l'any 1972 pel sacerdot espanyol Ángel García.
Membre de la Unió Internacional de Protecció de la Infància, té l'objectiu de contribuir a la millora del nivell de vida dels marginats mitjançant l'ajuda a la població adulta i infantil amb la creació de centres d'atenció especial, centres de dia i "llars funcionals", llars que pretenen reproduir la vida d'una "família natural".
Mensajeros de la Paz està present actualment a 33 països, entre els quals Tanzània, Uganda, Costa d'Ivori, Kenya, Moçambic, República de Sud-àfrica, Panamà, Bolívia, Equador, Perú, Mèxic, Argentina, El Salvador, Kosovo, Benín, Iraq i Sri Lanka.
El 1994 fou guardonada, al costat de les ONG Movimento Nacional de Meninos e Meninas de Rua i Save the Children, amb el Premi Príncep d'Astúries de la Concòrdia.